# Maurits de Rama
Maurits de Rama was een Nederlands militair en ad interim gouverneur van Suriname. Begin 1663 was hij militair in de compagnie van Johan Seijs, commandeur van het Scheldefort Lillo. 
In 1665 besloten de Staten-Generaal van de Nederlanden om drie nieuwe infanterie-regimenten in het leven te roepen, elk met een sterkte van 1000 man, waaronder het regiment van Ferdinand de Perponcher Sedlnitzky. Maurits de Rama en Philip Julius Lichtenberg waren kapiteins in dit regiment.
Een detachement van 225 man werd in 1666 door de Staten van Zeeland uitgestuurd om de Engelsen te bevechten in Amerika. Drie schepen onder admiraal Abraham Crijnssen kwamen in 1667 in Suriname aan en veroverden het fort Willougby op de Engelsen die onder leiding van William Byam stonden. De Engelsen werden gedwongen om 100.00 pond suiker aan de Staten van Zeeland te betalen. Crijnssen trok verder, maar liet 125 man onder bevel van De Rama achter. Het fort werd hernoemd tot Fort Zeelandia en bewapend met 15 kanonnen. In dat jaar werd de landmeter Willem Mogge aangesteld en werd Nicolaas Combe ‘commys van magasynen en vivres en amonutie van oorlog op Suriname'. Hetzelfde jaar heroverden de Engelsen de kolonie alweer. De Rama werd gevangengenomen en naar Barbados gebracht. De Engelsen stelden kolonel Samuel Barry aan tot gouverneur. Ondertussen was echter de Vrede van Breda gesloten en moesten de Engelsen Suriname weer afstaan in ruil voor Nieuw-Amsterdam. De Rama keerde terug in de Republiek. In september 1668 was hij met zijn compagnie gelegerd in de Elderschans nabij Aardenburg in Staats-Vlaanderen. Wat er verder met De Rama gebeurde is onduidelijk.